# 더 클래시 (텔레비전 시리즈)
《더 클래시》(영어: The Clash)는 필리핀의 음악 리얼리티 텔레비전 프로그램이다.